# 土宇
土宇（つちう）は、千葉県市原市の三和地区にある大字。郵便番号は290-0215。

## 概要
市原市中央部の三和地区にある。北部は養老川沿いの水田地帯、南部にはゴルフ場や針葉樹林が広がっている。

## 地理
字の北東部に養老川が通過している。北は二日市場、北から東は松崎、東は櫃挟、南から西は馬立と接する。

## 世帯数と人口
2022年4月1日現在の世帯数と人口は以下の通りである。
| 町丁字 | 世帯数  | 人口  |
| ------ | ------- | ----- |
| 土宇   | 176世帯 | 426人 |

## 通学区域
市立小中学校及び県立高等学校に通う場合の通学区域は以下の通りである。
| 町丁字 | 番地 | 小学校             | 中学校             | 県立高校 |
| ------ | ---- | ------------------ | ------------------ | -------- |
| 土宇   | 全域 | 市原市立養老小学校 | 市原市立三和中学校 | 第9学区  |

## 施設
- 市原中央高等学校
- 玉前神社
- 東林寺
- 市原京急カントリークラブ（一部）